# Griposia skyvai
Griposia skyvai is een vlinder uit de familie uilen (Noctuidae). De wetenschappelijke naam is voor het eerst geldig gepubliceerd in 2010 door Dvorak & Sumpich.
De soort komt voor in Europa.